# Norion Bank
Norion Bank, tidigare Collector Bank, är en svensk digital nischbank som erbjuder finansiella lösningar för privat- och företagskunder.

## Historik
Collector grundades 1999 av Lena Apler och Johan Möller. Båda har en bakgrund från Securum, ett bolag som bildades på regeringens initiativ under finanskrisen i början av 1990-talet. I början var företaget endast verksamt inom nödlidande krediter. 2003 beslutade företagsledningen att bolaget skulle ändra riktning till att bli ett kreditmarknadsbolag som utvecklar egna produkter. I maj 2015 erhölls tillstånd att driva bankrörelse och i juni 2015 genomförde moderbolaget Collector AB en börsintroduktion på Nasdaq Stockholm.
I september 2023 bytte Collector Bank AB namn till Norion Bank AB och gjordes om till koncernmoder. Collector AB avnoterades från börsen, medan Norion Bank listades. 

### Verkställande direktörer
- Lena Apler 1999–2014
- Stefan Alexandersson 2014–2017
- Liza Nyberg 2017–2018 [5]
- Martin Nossman 2018–[5]

## Verksamhet
Privatsidan innefattar sparkonton, kreditlösningar och digitala finansprodukter. Företagssegmentet tillhandahåller betallösningar för e-handel och butik, factoring, tillväxtlån samt sparkonto och fastighetskrediter. Norion Bank står under tillsyn av Finansinspektionen och deras sparkonton omfattas av den statliga insättningsgarantin.
Norion Bank hade cirka cirka 400 anställda i Sverige, Finland och Norge 2018.[källa behövs] Huvudkontoret är beläget i Göteborg. Sedan 1 augusti 2018 är Martin Nossman VD.
Tidigare bedrevs även inkassoverksamhet under bolagen Colligent Inkasso AB och Colligent Norge AS.

### Varumärken
- Collector
- Walley